# Terastia
Terastia és un gènere d'arnes de la família Crambidae.

## Taxonomia
- Terastia egialealis (Walker, 1859)
- Terastia margaritis (C. Felder, R. Felder & Rogenhofer, 1875)
- Terastia meticulosalis Guenée, 1854
- Terastia proceralis Lederer, 1863
- Terastia subjectalis Lederer, 1863